# Pratyutpannasamādhisūtra
Pratyutpannabuddhasaṃmukhāvasthitasamādhisūtra, oftast förkortat till Pratyutpannasamādhisūtra betyder "sutran som beskriver samadhit vars mål är att träffa buddhorna ansikte mot ansikte just nu".
Sutran var populär i såväl Kina, Japan som Centralasien.

## Historik
Sutran är en av de tidigaste kända mahayanasutrorna, samt en av de tidigaste mahayanasutrorna som blev översatt till kinesiska. Det finns fyra kinesiska översättningar av sutran, samt ett antal tibetanska och mongoliska översättningar. Sutran blev först översatt till kinesiska av Lokaksema år 179 e.Kr., i Handynastins huvudstad Luoyang. Den översattes för första gången till tibetanska under 800-talet.

## Amitabha och Sukhavati
Sutran är den första sutran som nämner Amitabha och hans rena buddhafält Sukhavati. På grund av detta anses sutran vara ursprunget för rena land-buddhismen i Kina. Ett citat från sutran:
Bodhisattvor hör om Buddha Amitabha och tänker på honom om och om igen. På grund av detta, ser de Buddha Amitabha. När de ser honom frågar de honom vad som krävs för att bli född i Buddha Amitabhas värld. Då säger Buddha Amitabha till dessa bodhisattvor: "Om ni önskar att födas i min värld, måste ni alltid tänka på mig om och om igen, ni måste alltid hålla denna tanke i sinnet utan att släppa taget, och som följd av detta kommer ni att lyckas med att födas i min värld"

## Pratyutpannasamadhi
För att uppnå det samadhi (det djupt meditativa tillstånd) som beskrivs i sutran, när man sägs möta buddhor ansikte mot ansikte, behöver man enligt sutran sitta i meditation i upp till sju dagar i den riktning som buddhan man mediterar på finns. Samtidigt ska man kontemplera denna buddha på mycket avancerade sätt, för att slutligen kunna möta buddhan man mediterar på ansikte mot ansikte, motta dennes lärdomar och återfödas i dennes buddhafält. Zhiyi (538–597; grundaren av Tendai i Kina) utvecklade denna utövningsmetod till att omfatta 90 dagar av konstant utövande. Lekmän utövar den dock oftast under mycket kortare tidsperioder än så. Så fort utövandet sker längre än en dag i sträck behövs en åskådare, kallad en dharma-skyddare (護法) för att se efter utövaren. Utövandet inkluderar bland annat att konstant gå och be till Amitabha, ibland tillsammans med, ibland med hjälp av åskådaren. Utövaren ska undvika att sitta, ligga, vila eller sova under utövningsperioden, och åskådaren ska varna utövaren om han eller hon vilar för länge. Mycket få buddhister utövar dock detta. Yinkuang (印光) föreslog att folk skulle utöva den mycket lättare recitationen av Amitabhas namn istället. Men vissa buddhister säger att de mår mycket bättre efter att ha utfört denna strikta utövningsform.